# Vanessa Bayer
Vanessa Polster Bayer (Cleveland, 14 novembre 1981) è un'attrice statunitense.
Ha incominciato la sua carriera nel 2009 come attrice però ha anche preso parte come doppiatrice in alcuni film come Cattivissimo me 2.
Nota al pubblico statunitense per le sue interpretazioni nel programma comico Saturday Night Live (2010-2017), per cui ha ricevuto una nomination ai Premi Emmy 2017 come attrice non protagonista in una commedia.

## Biografia
Vanessa Bayer è nata in una famiglia di origine ebraica nei sobborghi di Cleveland. Da ragazza è stata ammalata di leucemia.
Ha studiato al teatro The Second City di Chicago, si è esibita all'ImprovOlympic e al Annoyance Theatre ed è stata una stagista per il programma televisivo Sesamo apriti e per il Late Night with Conan O'Brien.
Ha fatto parte del cast del Saturday Night Live per sette stagioni dal 2010 al 2017, apparendo in 149 episodi (più un cameo nel 2018) superando il record femminile per il totale di episodi in qualità di membro principale del cast precedentemente tenuto da Maya Rudolph, apparsa in 9 stagioni. Nel 2017 ha ricevuto una nomination ai Premi Emmy 2017 come attrice non protagonista in una commedia e vincendo assieme agli altri scrittori come Miglior Serie Variety Sketch. Nel 2013 la rivista Rolling Stone ha scritto di lei come "L'arma segreta del Saturday Night Live", dopo la dipartita di numerosi membri del cast.
È nota per i suoi personaggi di Jacob the Bar Mitzvah Boy, la meteorologa Dawn Lazarus, Laura Parson, Beckie la ex-pornstar assieme a Cecily Strong, la moglie nella pubblicità Totino's e per l'imitazioni di Rachel Green (Jennifer Aniston), Felicity Porter (Keri Russell), Hillary Clinton, Lady Gaga, Miley Cyrus,  Molly Ringwald, Quinn Fabray (Dianna Agron), Diane Keaton e Mary-Louise Parker.
Nel 2016 ha recitato nel film Un disastro di ragazza (Trainwreck), diretto da Judd Apatow e scritto da Amy Schumer.

## Filmografia parziale

### Attrice

#### Cinema
- Off the Cuff, regia di Jessica Noelle Hardy e Brent Kado (2009)
- Un disastro di ragazza (Trainwreck), regia di Judd Apatow (2016)
- La festa prima delle feste (Office Christmas Party), regia di Will Speck e Josh Gordon (2016)
- Carrie Pilby, regia di Susan Johnson (2016)
- Il re della polka (The Polka King), regia di Maya Forbes (2017)
- Ibiza, regia di Alex Richabach  (2018)
- Vagando nell'oscurità (Wander Darkly), regia di Tara Miele (2020)
- Barb e Star vanno a Vista Del Mar (Barb & Star Go to Vista Del Mar), regia di Josh Greenbaum (2021)
- Quel pazzo venerdì, sempre più pazzo (Freakier Friday), regia di Nisha Ganatra (2025)

#### Televisione
- Saturday Night Live – programma TV, 148 puntate (2010-2017)
- The Mindy Project – serie TV, episodio 2x07 (2013)
- Sound Advice – webserie, 30 webisodi (2013-2015)
- Portlandia – serie TV, 4 episodi  (2014-2017)
- Comedy Bang! Bang! – serie TV, episodio 3x01 (2014)
- Man Seeking Woman – serie TV, episodi 1x01-1x02 (2015)
- Modern Family – serie TV, episodio 8x09 (2016)
- Crashing – serie TV, episodio 1x07 (2017)
- Love – serie TV, episodio 3x07 (2018)
- Will & Grace – serie TV, 6 episodi (2018-2020)
- Single Parents – serie TV, episodi 1x12-1x13-2x18 (2019-2020)
- What We Do in the Shadows – serie TV, episodi 1x03-5x04 (2019-2023)
- Shrill – serie TV, episodio 2x06 (2020)
- Brooklyn Nine-Nine – serie TV, episodi 7x01-7x04-7x05 (2020)
- I Love That for You – serie TV, 8 episodi (2022)
- Barry – serie TV, episodio 3x06 (2022)
- Elsbeth – serie TV, episodio 2x06 (2024)
- No Good Deed – serie TV, episodio 1x01 (2024)
- Mid-Century Modern – serie TV, episodio 1x02 (2025)

### Doppiatrice
- Cattivissimo me 2 (Despicable Me 2), regia di Pierre Coffin e Chris Renaud (2013)
- The Awesomes – serie animata, 4 episodi (2015)
- I Simpson (The Simpson) – serie animata, episodio 28x17 (2017)
- Trolls - La festa continua! (Trolls: The Beat Goes On!) – serie animata, episodio 7x06 (2019)
- DC League of Super-Pets, regia di Jared Stern (2022)
- La meravigliosa Bakery di Alice (Alice's Wonderland Bakery) – serie animata, 5 episodi (2022-2023)

## Personaggi famosi imitati
- Dianna Agron
- Diane Keaton
- Evanna Lynch
- Jacqueline Bisset
- Keri Russell
- Kourtney Kardashian
- Lady Gaga
- Mary-Louise Parker
- Sara Gilbert

## Doppiatrici italiane
Nelle versioni in italiano delle opere in cui ha recitato, Vanessa Bayer è stata doppiata da: 
- Rossella Acerbo in La festa prime delle feste, Ibiza, Friends, Carrie Pilby, Quel pazzo venerdì, sempre più pazzo
- Perla Liberatori in Un disastro di ragazza, Barb e Star vanno a Vista Del Mar
- Daniela Abbruzzese in Brooklyn Nine-Nine
- Ilaria Latini in Single Parents
- Valentina De Marchi in What We Do in the Shadows
- Letizia Ciampa in Barry
- Sara Crestini in Mid Century Modern

Da doppiatrice è sostituita da:
- Margherita De Risi in DC League of Super-Pets
- Sara Ferranti in Alice e la Pasticceria delle Meraviglie
- Francesca Teresi in Iron Man e i suoi fantastici amici